# Гончаренко Микола Васильович
Мико́ла Васи́льович Гончаре́нко (2 грудня 1924, Васильківка — 18 березня 1993, Київ) — філософ, доктор філософських наук (1964), професор (1966), член-кореспондент АН УРСР (1979), завідувач відділу теорії мистецтва Інституту мистецтвознавства, фольклору та етнографії ім. М. Т. Рильського. Батько О. М. Гончаренка, учасник Другої світової війни, мав державні нагороди СРСР.

## Біографічні дані
Народився 2 грудня 1924 року у Васильківці.
У 1949 році закінчив Харківський університет. З 1952 по 1968 рік працював в Інституті філософії АН УРСР: з 1960 — завідувач відділу етики і естетики, з 1962 — заступник директора.
З 1968 по 1973 — завідувач кафедри філософії у ВПШ при ЦК КПУ. З 1974 — завідувач відділу теорії мистецтва ІМФЕ АНУ. З 1978 — заступник академік-секретар Відділення літератури, мови та мистецтвознавства АНУ.
Помер 18 березня 1993 року в Києві.

## Наукова робота
Проводив наукові дослідження у галузях історії розвитку естетичної думки в Україні, теорії естететичного виховання, питань про суспільну функцію літератури, діалектики, критеріїв художнього прогресу, соціології культури тощо.
Автор праць з філософії, теорії культури і естетики, учасник кількох міжнародних естетичних та соціологічних конгресів. Деякі праці вченого переклали англійською, французькою, німецькою й арабською мовами.
Член редколегії журналу «Соціалістична культура».

### Основні праці
За ЕСУ:
- Естетичні погляди І. Я. Франка. — 1950;
- Естетика українських революціонерів-демократів кінця 19 і початку 20 століття. — 1954;
- Искусство и эстетическое воспитание. — 1963;
- О прогрессе в искусстве. — 1968;
- Музы на эшафоте. — 1973;
- Проблемы эстетического воспитания: Очерк теории. — 1976;
- Духовная культура: Источники и движущая сила прогресса. — 1980;
- Противоборство двух культур и ответственность искусства. — 1984;
- Диалектика прогресса культуры. — 1987 (усі — Київ).

## Нагороди
- За монографії «Духовна культура. Джерела і рушйні сили прогресу» та «Діалектика прогресу культури» Президія АН УРСР присудига йому премію імені І. Я. Франка (1988).[1]